# Lambertuskerk (Raamsdonk)

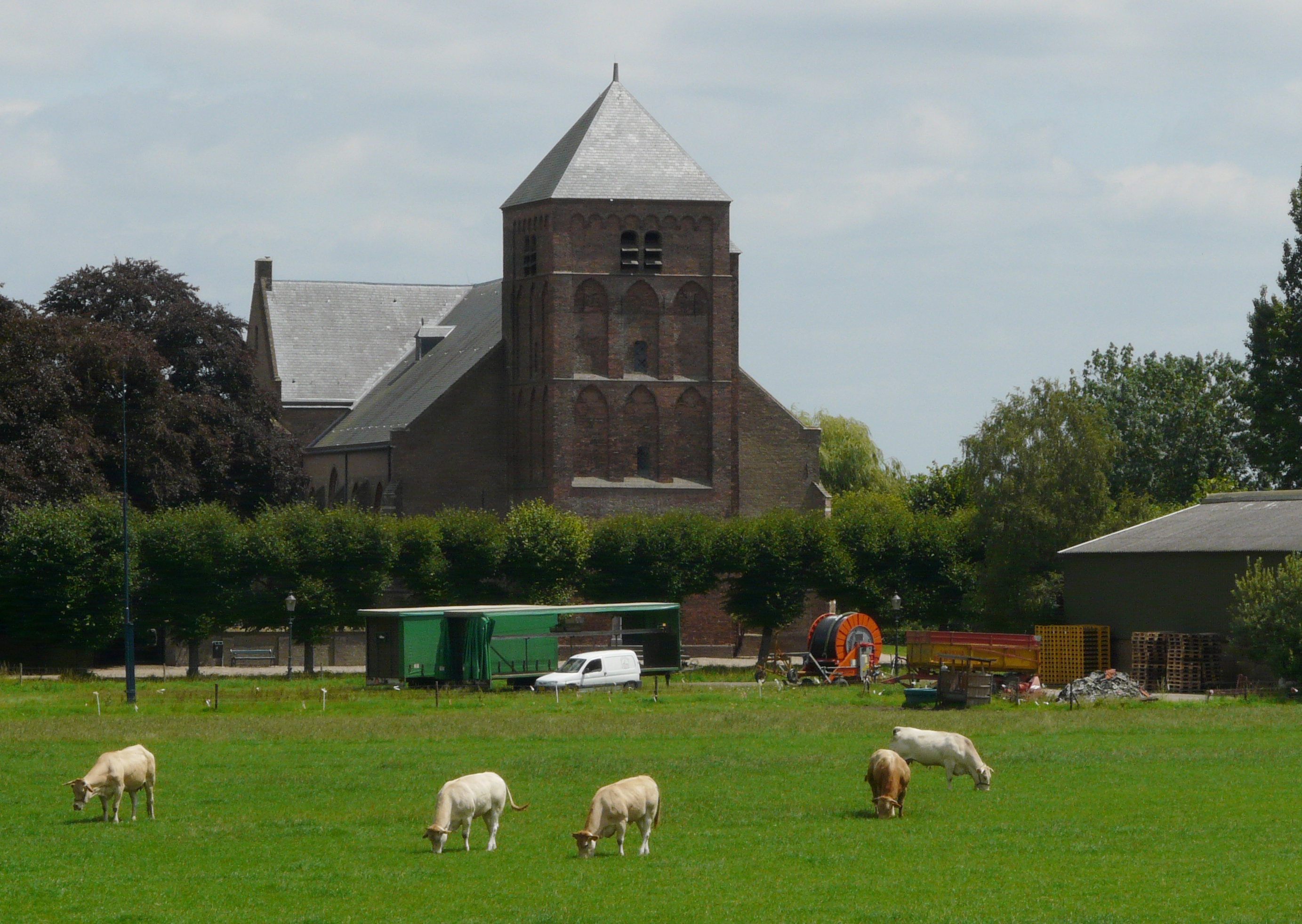
Die Lambertuskerk in Raamsdonk, Blick zum Turm

Die Lambertuskerk ist ein Kirchengebäude der Protestantischen Kirche in den Niederlanden in Raamsdonk, einem Ortsteil der Gemeinde Geertruidenberg (Provinz Noord-Brabant). Das Kirchengebäude ist als Rijksmonument eingestuft.

## Geschichte
Die heutige Lambertuskirche geht auf einen älteren Vorgängerbau zurück. Vor der Kirche wurde bei Grabungen der Sockel eines romanischen Taufbeckens entstanden um 1150 entdeckt, der auf eine frühe Gründung hinweist. Ein 1273 durch den Bischof von Lüttich gestifteter Bau ist durch archäologische Untersuchungen belegt. Es war eine etwa 100 mal 25 Meter große Saalkirche ohne Turm. Diesem Bauwerk wurde im späten 13. Jahrhundert ein Turm angefügt. Ein Querhaus und ein dreiseitig geschlossener Chor folgte als spätgotische Erweiterung der Kirche Ende des 15. Jahrhunderts. Das dreischiffige Langhaus in Form einer Pseudobasilika entstand in der Zeit um 1500. Im 18. und 19. Jahrhundert wurde die Kirche durch Brände und Stürme schwer beschädigt und in der Folge mehrfach umgebaut. Die Seitenwände des Langhauses wurden erhöht und einige Fenster vergrößert. Mit Ausnahme eines Fensters an der Nordseite sind die ursprünglichen Öffnungen überall durch Holzrahmen ersetzt worden. Die blausteinernen Fassungen der Eingänge an der West- und Südseite stammen aus der zweiten Hälfte des 18. Jahrhunderts. Der Turm ist viergeschossig und mit rundbogigen Nischen und Friesen versehen. Eine später hinzugefügte Erhöhung wurde 1930 abgerissen und danach das heutige niedrige Dach errichtet. Bei einer Restaurierung im Jahr 1955 wurden die Giebelseiten des Querhauses aus dem 19. Jahrhundert ersetzt. Auch die detailreichen Strebepfeiler von Chor und Querschiff wurden restauriert. Der Innenraum hat Stuckgewölbe und Spitzbogenarkaden auf Säulen, die sich zu den Seitenschiffen öffnen. Zum Inventar gehören ein Kupferpult und ein Taufbeckenhalter aus dem 18. Jahrhundert, eine neugotische Kanzel und eine 1881 gefertigte Orgel der Firma Van Dam. Auf dem Zugangsdamm zur Kirche stehen steinerne Zaunpfosten aus der zweiten Hälfte des 18. Jahrhunderts.